# Vihorevka
Vihorevka (oroszul: Вихоревка) város Kelet-Szibériában, Oroszország Irkutszki területén, a Bratszki járásban. 	
Lakossága: 22 520 fő (a 2010. évi népszámláláskor).

## Elhelyezkedése
Az Irkutszki terület északnyugati részén, Irkutszk területi székhelytől országúton 602 km-re, a Vihorevka (az Angara mellékfolyója) bal partján helyezkedik el, az Ubi folyócska torkolatánál. Vasútállomás a Tajset–Uszty-Kut közötti vasúti fővonalon, (melyet a Bajkál–Amur-vasútvonal nyugati szakaszának is neveznek). A közeli Bratszkkal autóút is összeköti.
Az Angara-hegyvonulat alacsonyabb részén, 365 m tengerszint feletti magasságban fekszik. Környékének dombjait tajga borítja, délebbre pedig 700–900 m-re felnyúló hegyek vannak.
A kisváros többnyire földszintes faházakból áll, csak az állomás melletti városközpontban találhatók négyemeletes, téglaépítésű házak.
Távolsága:
- Bratszktól vasúton (Anzjobi állomás) 24 km, országúton – 43 km
- Irkutszktól vasúton 938 km, országúton – 602 km
- Tajsettől vasúton 269 km, országúton – 484 km

### Éghajlata
A levegő évi középhőmérséklete: –2,7 °C. A januári középhőmérséklet –23,2 °C, a júliusi 17,5 °C. A csapadék mennyisége éves átlagban 436 mm. A fagymentes időszak átlagosan 85 napig tart. Sok éves átlagban az első fagyos nap szeptember 11., az utolsó június 7.

## Története
A település 1947-ben keletkezett, létrejötte a vasútvonalnak köszönhető. A vasút építése az 1930-as évek végén kezdődött, de a Szovjetuniót ért német támadás miatt megszakadt és csak 1946-ban folytatódott. A Tajset–Bratszk vonalszakaszt a Gulag táborrendszerhez tartozó Tajsetlag (későbbi nevén Ozerlag) foglyai és japán hadifoglyok építették, a nyomvonal mentén 6-8 km-enként helyezték el munkatáboraikat. 
Az egyik munkatábort a 269-ik km-nél alakították ki, a célra elvették a kolhoz ottani földjeit, építményeit és átadták a Tajsetlag részére. Itt alakult ki az építők egyik bázisa, majd az 1947 őszén megnyitott vasútállomás a körülötte épült településsel, melyet a folyóról neveztek el. 1947 végére a vasúti pálya elérte a régi Bratszk falut. A vasúti forgalom 1951. július 5-én indult meg, amikor az első szerelvény áthaladt az Angara fölötti hídon.
A Bratszki-vízerőmű építkezésének támogatására Vihorevka állomásnál mozdonydepó épült és nagy fakitermelő kombinátot alapítottak. Amikor az elárasztandó régi Bratszk falu kiürítéséhez készülődtek, az új Bratszk építése pedig még az elején tartott, Vihorevka egy ideig központi szerepet töltött be. 1957 őszén városi jellegű település, 1966-ban város rangot kapott. Az egykori táborok foglyai és a Bratszki-vízerőmű későbbi építői közül sokan végleg a településen telepedtek le.

## A mai város gazdasága
Gazdasági életének alapja máig a vasút és a hozzá kapcsolódó vállalatok tevékenysége maradt. Az ágazatnak köszönhető, hogy az 1990-es évek válságos éveiben sikerült fenntartani a város alapvető egészségügyi, oktatási intézményeit. 2009-ben adták át a vasútállomás új, 200 fő befogadására alkalmas épületét. A városi kórházon kívül a vasút dolgozóinak külön kórháza, valamint 100 fős szanatóriuma is van. 
A másik alapvető iparág évtizedeken át a faipar volt. Nem csak a vízerőmű, hanem a bratszki cellulóz- és papíripari kombinát építésénél is nagy mennyiségű faanyagra volt szükség. A fakitermelésen kívül Vihorevkában a szovjet időszakban fafeldolgozó kombinátot alapítottak, ahol ablak- és ajtókeretet, bútort is gyártottak. 2002-ben a kombinát csődbe jutott. Napjainkban fafeldolgozással több kisebb magánvállalkozás foglalkozik.
Számos kisvállalkozás az élelmiszeriparban, a kereskedelemben és a közúti szállítás területén tevékenykedik.